# Troy, South Carolina
Troy är en kommun (town) i Greenwood County i South Carolina. Vid 2010 års folkräkning hade Troy 83 invånare.